# گروه دالمیا
گروه دالمیا (انگلیسی: Dalmia Group) شرکت خوشه‌ای هندی است، که در سال ۱۹۳۰ توسط جایدایال دالمیا تأسیس شد.